# Groniczek (Beskid Żywiecki)
Groniczek (894 m) – szczyt znajdujący się w długim grzbiecie, który odchodzi od Policy i poprzez Czernic (Czyrniec), Przełęcz Zubrzycką, Kieczurę i Groniczek biegnie aż do doliny Czarnej Orawy w Jabłonce. Grzbietem tym biegnie Wielki Europejski Dział Wodny między zlewiskami Morza Bałtyckiego i Morza Czarnego. Z północno-wschodnich stoków Groniczka spływa jeden z dopływów potoku Sidzinka (zlewnia Bałtyku), w stoki pomiędzy Kieczurą i Groniczkiem wcina się niewielki potok będący dopływem Zubrzycy (zlewnia Morza Czarnego).
Przez Groniczek biegnie granica między wsią Zubrzyca Górna (powiat nowotarski) i Sidzina (powiat suski), obydwie w województwie małopolskim. W regionalizacji fizycznogeograficznej Polski według Jerzego Kondrackiego Groniczek zaliczany jest do Beskidu Orawsko-Podhalańskiego, w nowszej regionalizacji z 2018 roku do Pogórza Orawsko-Jordanowskiego.
Na szczycie Groniczka znajduje się punkt triangulacyjny i drewniany krzyż. Szczyt jest trawiasty, dzięki temu rozciąga się z niego szeroka panorama widokowa. W północnym kierunku widoczny jest Czernic (Czyrniec), którego masyw przesłania większą część Pasma Policy, na prawo od niego szczyty Beskidu Makowskiego, Zębalowa w Beskidzie Wyspowym i pobliski Kiełek. W kierunku wschodnim widoczne są szczyty Gorców. Horyzont zamyka łańcuch Tatr i Góry Choczańskie. Na tle Tatr widoczne są wzniesienia Beskidu Orawsko-Podhalańskiego, wśród których wyróżnia się Bukowiński Wierch z przekaźnikiem TV.
Szlak turystyczny
 Przełęcz Sieniawska – Przełęcz Pieniążkowicka – Żeleźnica – Przełęcz Spytkowicka – Kieczura – Przełęcz Zubrzycka – Czyrniec – Polica.